# Georg Thilenius

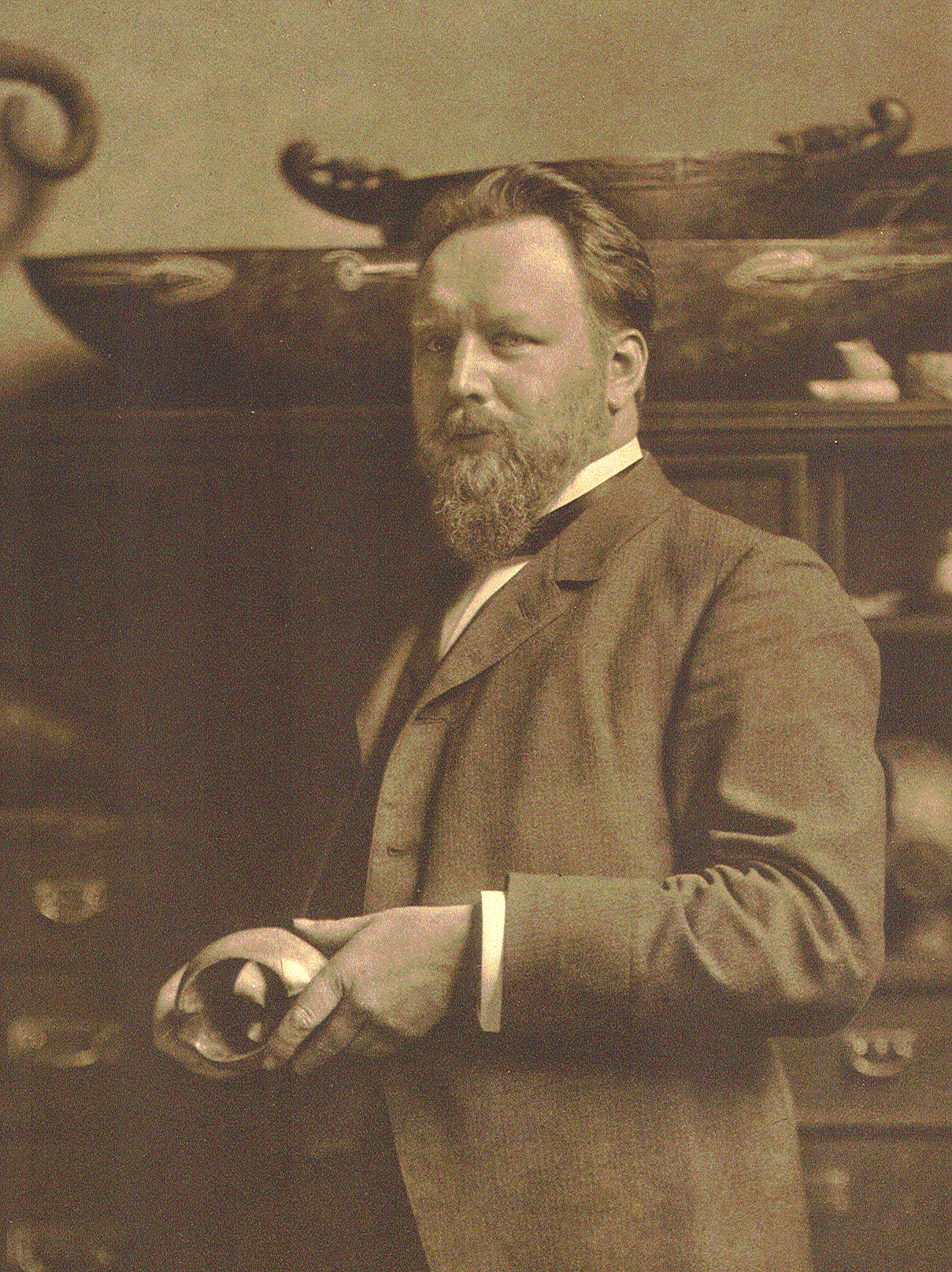
Georg Thilenius 1905

Georg Christian Thilenius (* 4. Oktober 1868 in Soden am Taunus; † 28. Dezember 1937 in Hamburg) war ein deutscher Mediziner und Ethnologe. Ab 1904 war er Direktor des Museums für Völkerkunde Hamburg.

## Leben
Thilenius studierte ab 1888 Medizin an der Rheinischen Friedrich-Wilhelms-Universität Bonn und in Berlin. Er habilitierte 1896 im Fach Anatomie an der Universität Straßburg. Im Jahr 1897 wurde er zum Mitglied der Leopoldina gewählt.
In den folgenden Jahren unternahm Thilenius umfangreiche Forschungsreisen nach Tunesien und mehrere Jahre in den Südpazifik. 1900 wurde Thilenius zum außerordentlichen Professor für Anthropologie und Ethnologie an die Universität Breslau berufen.

### Wirken in Hamburg
Im Jahre 1904 wurde er zum ersten Direktor des Museums für Völkerkunde in Hamburg ernannt, eine Position, die er bis 1935 innehatte. Thilenius baute das Museum zügig aus: 1912 wurde der Neubau an der Rothenbaumchaussee fertiggestellt und 1929 ein Erweiterungsbau angebaut.
Um die Sammlungen des Museums zu vergrößern plante Thilenius seit 1904 eine große Expedition. 1907 ermöglichte die neugegründete Hamburgische Wissenschaftliche Stiftung durch Bereitstellung von 600.000 Mark dieses Vorhaben. Von Juli 1908 bis April 1910 konnte, mit Unterbrechung, die Hamburger Südsee-Expedition stattfinden, die sich vor allem der Erforschung Melanesien und Mikronesien widmete, Gebiete die damals Deutsche Kolonien waren. Thilenius selbst war nicht tropentauglich, er koordinierte von Hamburg aus die Expedition. Bekannte Teilnehmer der Expedition waren: Friedrich Fülleborn, Otto Reche, Franz Emil Hellwig, Paul Hambruch, Augustin Krämer, Ernst Sarfert und Wilhelm Müller. Die Expedition war ein Erfolg, das Museum wurde gefüllt, etwa 15 000 Objekte wurden mitgebracht. Bis 1938 wurden 23 Bände mit den wissenschaftlichen Ergebnissen veröffentlicht.
Thilenius war maßgeblich an der Gründung des Hamburger Kolonialinstituts beteiligt, er verhandelte 1907 im Auftrag von Senator Werner von Melle mit Staatssekretär des Reichskolonialamtes Bernhard Dernburg in Berlin über die Gründung. 1908 wurde dann das Kolonialinstitut gegründet und Thilenius gehörte seitdem dem Lehrkörper dieser Einrichtung an. Aus dem Institut sollte später die Universität Hamburg hervorgehen, der Thilenius im akademischen Jahr 1920/21 als Rektor vorstand. 1923 erhielt er den Lehrstuhl für Völkerkunde. Thilenius war neben Felix von Luschan einer der einflussreichsten Ethnologen des beginnenden 20. Jahrhunderts im deutschsprachigen Raum.

### Politik
Thilenius war nach dem Ersten Weltkrieg Mitglied der Deutschen Volkspartei geworden und war für diese von 1921 bis 1924 Mitglied der Hamburger Bürgerschaft. Nach der „Machtergreifung“ der Nationalsozialisten unterzeichnete er am 11. November 1933 das Bekenntnis der Professoren an den deutschen Universitäten und Hochschulen zu Adolf Hitler.

## Schriften (Auswahl)
- als Herausgeber: Ergebnisse der Südsee-Expedition 1908–1910: Friederichsen, Hamburg 1914 ff.
- Das Hamburgische Museum für Völkerkunde (= Museumskunde. Beiheft zu Bd. 14, ISSN 0027-4178). Georg Reimer, Berlin 1916, (Digitalisat).
- Die Bedeutung der Meeresströmungen für die Besiedelung Melanesiens. In: Jahrbuch der Hamburgischen Wissenschaftlichen Anstalten. Bd. 23, Beih. 5, 1905, ISSN 0072-9469 = Mitteilungen aus dem Museum für Völkerkunde in Hamburg. 1.
- Ethnographische Ergebnisse aus Melanesien, 2 Teile (= Nova Acta. Abhandlungen der Kaiserlichen Leopoldinisch-Carolinischen Deutschen Akademie der Naturforscher, Bd. 80, Nr. 1 + 2), Halle/Saale 1903